# 堀川さつき
堀川 さつき（ほりかわ さつき、5月19日 - ）は、日本の女性声優・ナレーター。北海道出身。シグマ・セブンe所属。

## 人物
北海道旭川西高等学校、専門学校札幌マンガ・アニメ学院卒業。
趣味は料理。特技は歌と下の句かるた。

## 出演

### ナレーション
- カンブリア宮殿
- 行列のできる法律相談所
- 月曜から夜ふかし
- スーパーJチャンネル
- 潜在能力テスト
- 釣りビジョン
  - 鮎 2019
  - GO for it!
  - 進め!エリア君
  - TROUT QUEST
  - follow my F
  - リレー番宣
  - ロックンフィシュ
  - ワカサギマニアックス 解説番組
- 天才モーツァルト「魔笛」5つの魔法を解明せよ
- PON!
- 名乗るほどではございません!

### テレビアニメ
- ドラえもん（テレビ朝日版第2期）
  - 「ネコになったドラえもん」（2020年、子猫②）[5][6]
  - 「記念日シール」（2020年、男の子）[注 1]
  - 「テスト・ロボット」（2020年、テストロボット）[7]
  - 「野比家でおもて梨」（2020年、アナウンサー）[7]
  - 「ふにゃふニャン」（2023年、男の子）

### ゲーム
- しんけん!!（2015年、祢々切ふたら、日向正宗かちな）
- 逆転オセロニア（2016年、リザジア）
- 少女キャリバー.io（2022年、トリアイナ）

### その他コンテンツ
- ALCO「起きてから寝るまで ネコ英語表現」
- 海上保安庁 海しる 広報動画（カモメ、女性）
- 全日本トラック協会「トラックはライフライン」
- 千葉市「受動喫煙対策」（子供）
- ボートレース三国 「PG1　第6回ヤングダービー」